# Funzionalismo (architettura)
(Louis Sullivan, 1856-1924)

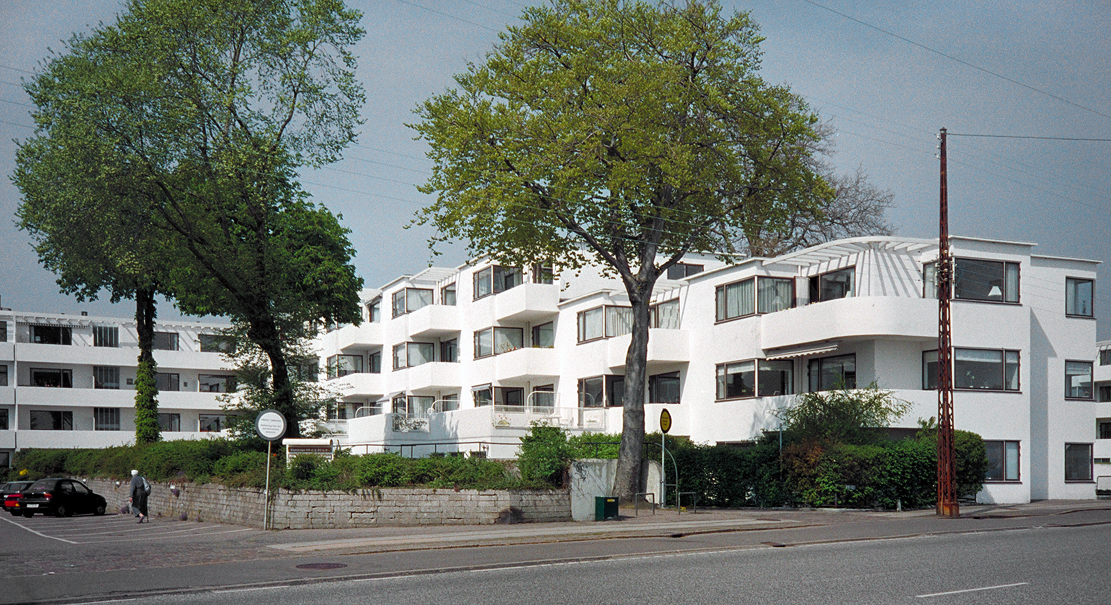
Bellavista Klampenborg Denmark. Arne Jacobsen 1934.

Il funzionalismo è una corrente architettonica per cui l'aspetto di ogni edificio deve chiaramente rispecchiare lo scopo per cui è creato. Le origini del funzionalismo risalgono a prima della Grande Guerra. Con la nascita dell'industria e con la conseguente decadenza dell'artigianato, a partire dalla fine del Settecento e soprattutto Ottocento, si è venuto contrapponendo ciò che è "utile" a ciò che è "bello". All'inizio del '900 Adolf Loos, considerato uno dei precursori del razionalismo, sottolineava l'inutilità dell'elemento decorativo in architettura nell'opera "Ornamento e delitto" del 1908.
I concetti del funzionalismo sono alla base dell'architettura razionalista e nel caso dei movimenti del De Stijl e del Bauhaus più marcatamente anche nell'ambito del design.
L'idea di riscattare l'oggetto d'uso, sentita fin dalla metà dell'Ottocento, si pone come il più importante movimento artistico fra le due guerre: il funzionalismo.

## Storia del funzionalismo
L'articolazione teorica del funzionalismo negli edifici può essere fatta risalire alla triade vitruviana, dove l'utilitas (variamente tradotta come "comodità", "utilità") si affianca alla firmitas (solidità) e alla venustas (bellezza) come uno dei tre obiettivi classici dell'architettura. Le visioni funzionaliste erano tipiche di alcuni architetti del neogotico. In particolare, Augustus Welby Pugin scrisse che "non dovrebbero esserci caratteristiche di un edificio che non siano necessarie per la comodità, la costruzione o la proprietà" e "ogni ornamento dovrebbe consistere nell'arricchimento della costruzione essenziale dell'edificio".
Nel 1896, l'architetto di Chicago Louis Sullivan coniò l'espressione "La forma segue la funzione". Tuttavia, questo aforisma non si riferisce all'interpretazione contemporanea del termine "funzione" come utilità o soddisfazione dei bisogni dell'utente; era invece basato sulla metafisica, come espressione dell'essenza organica e potrebbe essere parafrasato con il significato di "destino".
A metà degli anni '30, il funzionalismo iniziò a essere discusso come un approccio estetico piuttosto che come una questione di integrità progettuale (uso). L'idea di funzionalismo fu confusa con la mancanza di ornamentazione, che è un'altra questione. Divenne un termine dispregiativo associato ai modi più sfacciati e brutali di coprire lo spazio, come edifici commerciali e capannoni, poi infine utilizzato, ad esempio nella critica accademica alle cupole geodetiche di Buckminster Fuller, semplicemente come sinonimo di "gauche".
Per 70 anni, l'influente architetto americano Philip Johnson ha sostenuto che la professione non ha alcuna responsabilità funzionale, e questa è una delle tante opinioni odierne. La posizione dell'architetto postmoderno Peter Eisenman si basa su un fondamento teorico ostile all'utente e ancora più estremo: "Io non mi occupo di funzione".

## Modernismo
Le nozioni popolari di architettura moderna sono fortemente influenzate dall'opera dell'architetto franco-svizzero Le Corbusier e dell'architetto tedesco Mies van der Rohe. Entrambi erano funzionalisti, almeno nella misura in cui i loro edifici rappresentavano semplificazioni radicali di stili precedenti. Nel 1923, Mies van der Rohe lavorava nella Repubblica di Weimar e aveva iniziato la sua carriera producendo strutture radicalmente semplificate e amorevolmente dettagliate che raggiungevano l'obiettivo di Sullivan di una bellezza architettonica intrinseca. Le Corbusier affermò notoriamente che "una casa è una macchina per abitare"; il suo libro del 1923 "Vers une architecture" fu, ed è tuttora, molto influente, e le sue prime opere costruite, come Villa Savoye a Poissy, in Francia, sono considerate prototipiche della funzionalità.

## In Europa

### Ex Cecoslovacchia
L'ex Cecoslovacchia fu una delle prime ad adottare lo stile funzionalista, con esempi notevoli come Villa Tugendhat a Brno, progettata da Mies van der Rohe nel 1928, Villa Müller a Praga, progettata da Adolf Loos nel 1930, e la maggior parte della città di Zlín, sviluppata dall'azienda di scarpe Bata come città industriale negli anni '20 e progettata dallo studente di Le Corbusier František Lydie Gahura.
Numerose ville, palazzi e interni di appartamenti, fabbriche, palazzi di uffici e grandi magazzini si possono trovare in stile funzionalista in tutto il paese, che si è industrializzato rapidamente all'inizio del XX secolo, abbracciando al contempo l'architettura in stile Bauhaus che stava emergendo contemporaneamente in Germania. Le grandi estensioni urbane di Brno in particolare contengono numerosi palazzi in stile funzionalista, mentre gli interni domestici di Adolf Loos a Plzeň sono anch'essi notevoli per l'applicazione dei principi funzionalisti.

#### Zlín
Zlín è una città della Repubblica Ceca che negli anni '30 fu completamente ricostruita secondo i principi del funzionalismo. All'epoca, la città era la sede centrale dell'azienda di scarpe Bata e Tomáš Baťa avviò una complessa ricostruzione della città, ispirata al funzionalismo e al movimento delle città giardino.
L'architettura distintiva di Zlín era guidata da principi rigorosamente osservati durante tutto il suo sviluppo tra le due guerre. Il suo tema centrale era la derivazione di tutti gli elementi architettonici dagli edifici industriali. La centralità della produzione industriale nella vita di tutti gli abitanti di Zlín doveva essere sottolineata. Pertanto, gli stessi materiali da costruzione (mattoni rossi, vetro, cemento armato) venivano utilizzati per la costruzione di tutti gli edifici pubblici (e della maggior parte di quelli privati). L'elemento strutturale comune dell'architettura di Zlín è una campata quadrata di 6,15x6,15 m. Sebbene modificato da diverse varianti, questo stile modernista avanzato porta a un elevato grado di uniformità in tutti gli edifici, evidenziando al contempo l'idea centrale e unica di una città giardino industriale. Il funzionalismo architettonico e urbanistico doveva soddisfare le esigenze di una città moderna. La semplicità dei suoi edifici, che si traduceva anche nella sua adattabilità funzionale, doveva prescrivere (e anche reagire) alle esigenze della vita quotidiana.
Il piano urbanistico di Zlín fu creato da František Lydie Gahura, uno studente dell'atelier di Le Corbusier a Parigi. Tra i punti di interesse architettonici della città figurano la Villa di Tomáš Baťa, l'Ospedale di Baťa, il Memoriale di Tomas Baťa, il Cinema Grande e il Grattacielo Bata.

### "Funkis" nordico
In Scandinavia e Finlandia, il movimento internazionale e le idee dell'architettura modernista divennero ampiamente noti tra gli architetti all'Esposizione di Stoccolma del 1930, sotto la guida del direttore e architetto svedese Gunnar Asplund. Architetti entusiasti raccolsero le loro idee e ispirazioni nel manifesto Acceptera e negli anni successivi emerse un'architettura funzionalista in tutta la Scandinavia. Il genere presenta alcune caratteristiche peculiari uniche della Scandinavia ed è spesso definito "funkis", per distinguerlo dal funzionalismo in generale. Alcune delle caratteristiche comuni sono tetti piani, pareti stuccate, vetrate architettoniche e stanze ben illuminate, un'espressione industriale e dettagli di ispirazione nautica, tra cui finestre rotonde. La crisi globale del mercato azionario e il crollo economico del 1929, istigarono la necessità di utilizzare materiali accessibili, come mattoni e cemento, e di costruire in modo rapido ed efficiente. Queste esigenze divennero un'altra firma della versione nordica dell'architettura funzionalista, in particolare negli edifici degli anni '30, e si trasferirono nell'architettura modernista quando la produzione industriale in serie divenne molto più diffusa dopo la seconda guerra mondiale.
Come la maggior parte degli stili architettonici, il "Funkis" nordico aveva una portata internazionale e diversi architetti progettarono edifici in stile "Funkis" nordico in tutta la regione. Tra gli architetti più attivi a livello internazionale che lavoravano con questo stile figurano Edvard Heiberg, Arne Jacobsen e Alvar Aalto. Il "Funkis" nordico ha un ruolo di primo piano nell'architettura urbana scandinava, con l'esplosione della necessità di alloggi urbani e di nuove istituzioni per i crescenti stati sociali dopo la seconda guerra mondiale. Il Funkis ha avuto il suo periodo di massimo splendore negli anni '30 e '40, ma l'architettura funzionalista ha continuato a essere realizzata fino agli anni '60. Queste strutture successive, tuttavia, tendono a essere classificate come modernismo in un contesto nordico.

#### Danimarca
Vilhelm Lauritzen, Arne Jacobsen e C.F. Møller furono tra gli architetti danesi più attivi e influenti delle nuove idee funzionaliste e Arne Jacobsen, Poul Kjærholm, Kaare Klint e altri, estesero il nuovo approccio al design in generale, in particolare ai mobili che si evolsero fino a diventare il moderno danese (Danish Modern). Alcuni designer e artisti danesi che non lavoravano come architetti sono talvolta inclusi anche nel movimento funzionalista danese, come Finn Juhl, Louis Poulsen e Poul Henningsen. In Danimarca, i mattoni erano ampiamente preferiti al cemento armato come materiale da costruzione, e questo includeva gli edifici Funkis. Oltre alle istituzioni e ai condomini, più di 100.000 case unifamiliari Funkis furono costruite negli anni 1925-1945. Tuttavia, il design Funkis veramente dedicato veniva spesso affrontato con cautela. Molti edifici residenziali includevano solo alcuni elementi caratteristici del Funkis, come finestre rotonde, finestre ad angolo o vetrate architettoniche, per segnalare la modernità senza provocare troppo i tradizionalisti conservatori. Questo approccio sobrio al design Funkis ha creato la versione danese del bungalow. 
Esempi di architettura funzionalista danese sono il terminal dell'aeroporto di Kastrup del 1939, ora patrimonio storico, progettato da Vilhelm Lauritzen, l'Università di Aarhus (di C.F. Møller e altri) e il Municipio di Aarhus (di Arne Jacobsen e altri), tutti dotati di arredi e lampade appositamente progettati per questi edifici in spirito funzionalista. Il più grande complesso funzionalista nei paesi nordici è il complesso residenziale di 30.000 mq di Hostrups Have a Copenaghen.

#### Finlandia
Tra gli architetti più prolifici e noti in Finlandia, che lavorarono nello stile Funkis, figurano Alvar Aalto ed Erik Bryggman, entrambi attivi fin dagli inizi degli anni '30. La regione di Turku fu pioniera di questo nuovo stile e la rivista Arkkitehti mediò e discusse il funzionalismo nel contesto finlandese. Molti dei primi edifici in stile Funkis furono strutture industriali, istituzioni e uffici, ma si diffusero anche in altri tipi di strutture come edifici residenziali, abitazioni individuali e chiese. Il design funzionalista si diffuse anche negli interni e nell'arredamento, come esemplificato dall'iconico Sanatorio di Paimio, progettato nel 1929 e costruito nel 1933. 
Aalto introdusse elementi prefabbricati in calcestruzzo standardizzati già alla fine degli anni '20, quando progettò edifici residenziali a Turku. Questa tecnica divenne una pietra miliare degli sviluppi successivi dell'architettura modernista dopo la seconda guerra mondiale, soprattutto negli anni '50 e '60. Introdusse anche la produzione seriale di abitazioni in legno.

### Södra Ängby, Svezia
L'area residenziale di Södra Ängby, nella parte occidentale di Stoccolma fondeva uno stile funzionalista o internazionale con gli ideali della città giardino. Con oltre 500 edifici, rimane la più grande area di ville funzionaliste coerenti in Svezia e forse al mondo, ancora ben conservata a decenni dalla sua costruzione (1933-1940) e protetta come patrimonio culturale nazionale. 

### Polonia
Gli architetti polacchi d'avanguardia del periodo interbellico tra il 1918 e il 1939 ebbero un impatto notevole sull'eredità dell'architettura moderna europea e del funzionalismo. Molti architetti polacchi furono affascinati da Le Corbusier, come i suoi studenti e colleghi polacchi Jerzy Sołtan, Aleksander Kujawski (entrambi coautori di Unité d'habitation a Marsiglia) e i suoi collaboratori Helena Syrkus (compagna di Le Corbusier a bordo della SS Patris, un transatlantico in viaggio da Marsiglia ad Atene nel 1933 durante il CIAM IV), Roman Piotrowski e Maciej Nowicki. Le Corbusier disse dei polacchi: "L'accademismo ha messo radici ovunque. Tuttavia, gli olandesi sono relativamente liberi da pregiudizi. I cechi credono nel 'moderno' e anche i polacchi". Altri architetti polacchi come Stanisław Brukalski incontrarono Gerrit Rietveld e trassero ispirazione da lui e dal suo neoplasticismo. Solo pochi anni dopo la costruzione della Casa Rietveld Schröder di Rietveld, l'architetto polacco Stanisław Brukalski costruì la propria casa a Varsavia nel 1929, presumibilmente ispirato dalla Casa Schröder che aveva visitato. Il suo esempio polacco di casa moderna vinse la medaglia di bronzo all'Esposizione universale di Parigi del 1937. Poco prima della seconda guerra mondiale, era di moda costruire in Polonia molti grandi quartieri di case di lusso in quartieri pieni di verde per i polacchi benestanti come, ad esempio, il quartiere Saska Kępa a Varsavia o il quartiere Kamienna Góra nel porto marittimo di Gdynia. Le maggiori caratteristiche dell'architettura funzionalista polacca 1918-1939 erano gli oblò, le terrazze sul tetto e gli interni in marmo.
Probabilmente l'opera più significativa dell'architettura funzionalista polacca è il Centro modernista di Gdynia, moderno porto marittimo polacco fondato nel 1926.

### Russia
In Russia e nell'ex Unione Sovietica, il funzionalismo era noto come "architettura costruttivista" e fu lo stile dominante nei principali progetti edilizi tra il 1918 e il 1932. Il concorso del 1932 per il Palazzo dei Soviet e la proposta vincente di Boris Iofan segnarono l'inizio dello storicismo eclettico dell'architettura stalinista e la fine del dominio costruttivista nell'Unione Sovietica.

#### Chruščëvka
Chruščëvka (in russo: хрущёвка, IPA: [xrʊˈɕːɵfkə]) è il nome non ufficiale di un tipo di edificio residenziale funzionalista a basso costo, in cemento o mattoni, da tre a cinque piani, costruito in Unione Sovietica all'inizio degli anni '60, durante il periodo in cui il governo era guidato dal suo omonimo Nikita Krusciov. Gli edifici residenziali erano anche conosciuti con il nome di "Khruschoba" (in russo: Хрущёв+трущоба, baraccopoli di Krusciov).

## Il funzionalismo nell'architettura del paesaggio
Lo sviluppo del funzionalismo nell'architettura del paesaggio è andato di pari passo con il suo sviluppo nell'architettura edilizia. Alla scala residenziale, progettisti come Christopher Tunnard, James Rose e Garrett Eckbo hanno sostenuto una filosofia progettuale basata sulla creazione di spazi per la vita all'aperto e sull'integrazione tra casa e giardino. Su scala più ampia, l'architetto paesaggista e urbanista tedesco Leberecht Migge ha sostenuto l'uso di orti commestibili nei progetti di edilizia sociale come un modo per contrastare la fame e aumentare l'autosufficienza delle famiglie. Su scala ancora più ampia, il Congrès International d'Architecture Moderne ha sostenuto strategie di progettazione urbana basate sulle proporzioni umane e a supporto delle quattro funzioni dell'insediamento umano: alloggio, lavoro, svago e trasporto.